# Аббасек
Аббасек (перс. جزیره عباسک‎), ранее Шейх-Зенги (شاه زنگی), также Махеррек — необитаемый остров к северо-востоку от Бушира, в Персидском заливе, принадлежащий Ирану. Расположен между портом Бушир и островом Джезирейе-Шиф. Административно относится к бахшу Центральный шахрестана Бушир остана Бушир. Наивысшая точка 21 м над уровнем моря.